# UCI Women's World Tour 2024
UCI Women's World Tour 2024 er den 9. udgave af UCI Women's World Tour. Den indeholder 28 endags- og etapeløb i Australien, Forenede Arabiske Emirater, Europa og Kina. Første løb er Women's Tour Down Under fra 12. til 14. januar 2024, og World Touren slutter med kinesiske Tour of Guangxi den 20. oktober.

## Hold
| UCI Women's WorldTeams (15)- AG Insurance-Soudal Team - Canyon-SRAM Racing - Ceratizit-WNT Pro Cycling - FDJ-Suez - Fenix-Deceuninck - Human Powered Health - Lidl-Trek - Liv AlUla Jayco - Movistar Team - Roland - Team DSM-Firmenich PostNL - SD Worx-Protime - Team Visma \| Lease a Bike - UAE Team ADQ - Uno-X Mobility |
| |

## Danske sejre
| Danske sejre på UCI Women's World Tour 2024 |                                     |            |                       |          |
| #                                           | Løb                                 | Dato       | Rytter                | Hold     |
| 1                                           | 2. etape af Women's Tour Down Under | 13. januar | Cecilie Uttrup Ludwig | FDJ-Suez |

## Løb
| 12. – 14. jan.       | Women's Tour Down Under                   | Sarah Gigante        | Nienke Vinke         | Neve Bradbury         |
| 27. jan.             | Deakin University Elite Women's Road Race | Rosita Reijnhout     | Dominika Włodarczyk  | Cecilie Uttrup Ludwig |
| 8. – 11. feb.        | UAE Tour Women                            | Lotte Kopecky        | Neve Bradbury        | Mavi García           |
| 24. feb.             | Omloop Het Nieuwsblad for kvinder         | Marianne Vos         | Lotte Kopecky        | Elisa Longo Borghini  |
| 2. mar.              | Strade Bianche for kvinder                | Lotte Kopecky        | Elisa Longo Borghini | Demi Vollering        |
| 10. mar.             | Ronde van Drenthe for kvinder             | Lorena Wiebes        | Elisa Balsamo        | Puck Pieterse         |
| 17. mar.             | Trofeo Alfredo Binda-Comune di Cittiglio  | Elisa Balsamo        | Lotte Kopecky        | Puck Pieterse         |
| 21. mar.             | Classic Brugge-De Panne for kvinder       | Elisa Balsamo        | Charlotte Kool       | Daria Pikulik         |
| 24. mar.             | Gent-Wevelgem for kvinder                 | Lorena Wiebes        | Elisa Balsamo        | Chiara Consonni       |
| 31. mar.             | Flandern Rundt for kvinder                | Elisa Longo Borghini | Katarzyna Niewiadoma | Shirin van Anrooij    |
| 6. apr.              | Paris-Roubaix for kvinder                 | Lotte Kopecky        | Elisa Balsamo        | Georgi Pfeiffer       |
| 14. apr.             | Amstel Gold Race for kvinder              | Marianne Vos         | Lorena Wiebes        | Ingvild Gåskjenn      |
| 17. apr.             | La Flèche Wallonne Féminine               | Katarzyna Niewiadoma | Demi Vollering       | Elisa Longo Borghini  |
| 21. apr.             | Liège-Bastogne-Liège for kvinder          | Grace Brown          | Elisa Longo Borghini | Demi Vollering        |
| 28. april – 5. maj   | La Vuelta España Femenina                 | Demi Vollering       | Riejanne Markus      | Elisa Longo Borghini  |
| 10. – 12. maj        | Itzulia Women                             | Demi Vollering       | Mischa Bredewold     | Juliette Labous       |
| 16. – 19. maj        | Vuelta a Burgos Feminas                   | Demi Vollering       | Évita Muzic          | Karlijn Swinkels      |
| 24. – 26. maj        | RideLondon Classique                      | Lorena Wiebes        | Charlotte Kool       | Lotte Kopecky         |
| 6. – 9. jun.         | The Women's Tour                          | Lotte Kopecky        | Anna Henderson       | Christine Majerus     |
| 15. – 18. jun.       | Tour de Suisse Women                      | Demi Vollering       | Neve Bradbury        | Elisa Longo Borghini  |
| 7. – 14. jul.        | Giro d'Italia Women                       | Elisa Longo Borghini | Lotte Kopecky        | Neve Bradbury         |
| 12. – 18. aug.       | Tour de France Femmes                     | Katarzyna Niewiadoma | Demi Vollering       | Pauliena Rooijakkers  |
| 24. aug.             | Grand Prix de Plouay                      | Mischa Bredewold     | Chloé Dygert         | Liane Lippert         |
| 27. august – 1. sep. | Tour of Scandinavia                       | aflyst               |                      |                       |
| 6. – 8. sep.         | Romandiet Rundt for kvinder               | Lotte Kopecky        | Demi Vollering       | Gaia Realini          |
| 8. – 13. okt.        | Simac Ladies Tour                         | Lotte Kopecky        | Franziska Koch       | Zoe Bäckstedt         |
| 15. – 17. okt.       | Tour of Chongming Island                  | Marta Lach           | Mylène de Zoete      | Scarlett Souren       |
| 20. okt.             | Tour of Guangxi for kvinder               | Sandra Alonso        | Giada Borghesi       | Marta Lach            |